# 百恋歌/遠く離れても
「百恋歌／遠く離れても」（ひゃくれんか/とおくはなれても）は、2007年10月3日にリリースされた高杉さと美の2枚目のシングル。

## 概要
- PVでは水中撮影に挑戦した。

## 収録曲

### CD
1. 百恋歌 （作詞・作曲：宮沢和史 編曲：家原正樹）
日本テレビ『THE・サンデー』10月・11月度エンディングテーマ
日本テレビ『オトナの資格』10月度エンディングテーマ
琴をフィーチャーした楽曲。
2. 遠く離れても （作詞：西田恵美 作曲：大沢誉志幸 編曲：大沢誉志幸、SWING-O）
テレビ朝日ドラマ木曜ミステリー『女刑事みずき〜京都洛西署物語〜』主題歌
大沢誉志幸の「そして僕は途方に暮れる」のアンサーソング的な楽曲。
3. 百恋歌(Instrumental)
4. 遠く離れても(Instrumental)
5. 百恋歌(Tribal Version)

### DVD
1. 百恋歌（music video）

## 参加ミュージシャン
百恋歌
- 家原正樹 - Guitar&Programming
- 中西康晴 - Piano
- 市川慎（ZAN） - 琴

遠く離れても
- SWING-O - Programming
- 大沢誉志幸 - Guitar